# 왕기 (전한)
왕기(王忌, ? ~ 기원전 140년)는 전한 초기의 제후로, 개국공신 왕릉의 아들이다.

## 생애
고후 8년(기원전 180년), 왕릉의 뒤를 이어 안국후(安國侯)에 봉해졌으나 이듬해에 죽었다. 시호를 애(哀)라 하였고, 작위는 아들 왕유가 이었다.

## 출전
- 사마천, 《사기》 권18 고조공신후자연표
- 반고, 《한서》 권16 고혜고후문공신표

| 전임 아버지 안국무후 왕릉 | 전한의 안국후 기원전 180년 ~ 기원전 179년 | 후임 아들 안국종후 왕유 |